# Temelucha yapensis
Temelucha yapensis är en stekelart som beskrevs av Henry Keith Townes, Jr. 1958. Temelucha yapensis ingår i släktet Temelucha och familjen brokparasitsteklar. Inga underarter finns listade i Catalogue of Life.